# Mauzoleum Chatama Sófera
Mauzoleum Chatama Sófera – miejsce pochówku oraz pomnik Chatama Sófera. Stanowi część XVII-wiecznego, starego cmentarza żydowskiego. W 2002 roku mauzoleum zostało wpisane na listę informacyjną UNESCO.

## Położenie
Mauzoleum położone jest w stolicy Słowacji – Bratysławie, w dzielnicy Stare Miasto. Od północy graniczy z River Park.

## Historia
Pomnik powstał w XIX wieku na terenie cmentarza żydowskiego. Duża część nekropoli została zniszczona w 1943 roku, do dziś zachowały się jedynie 23 nagrobki. W 2002 roku kompleks przeszedł renowację i został udostępniony od zwiedzania.

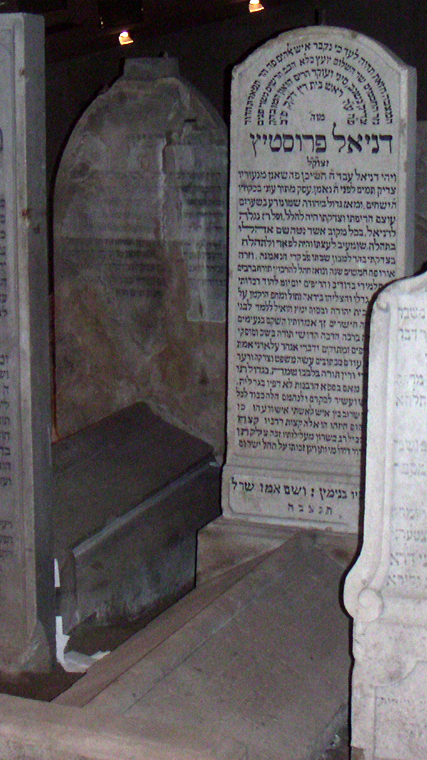
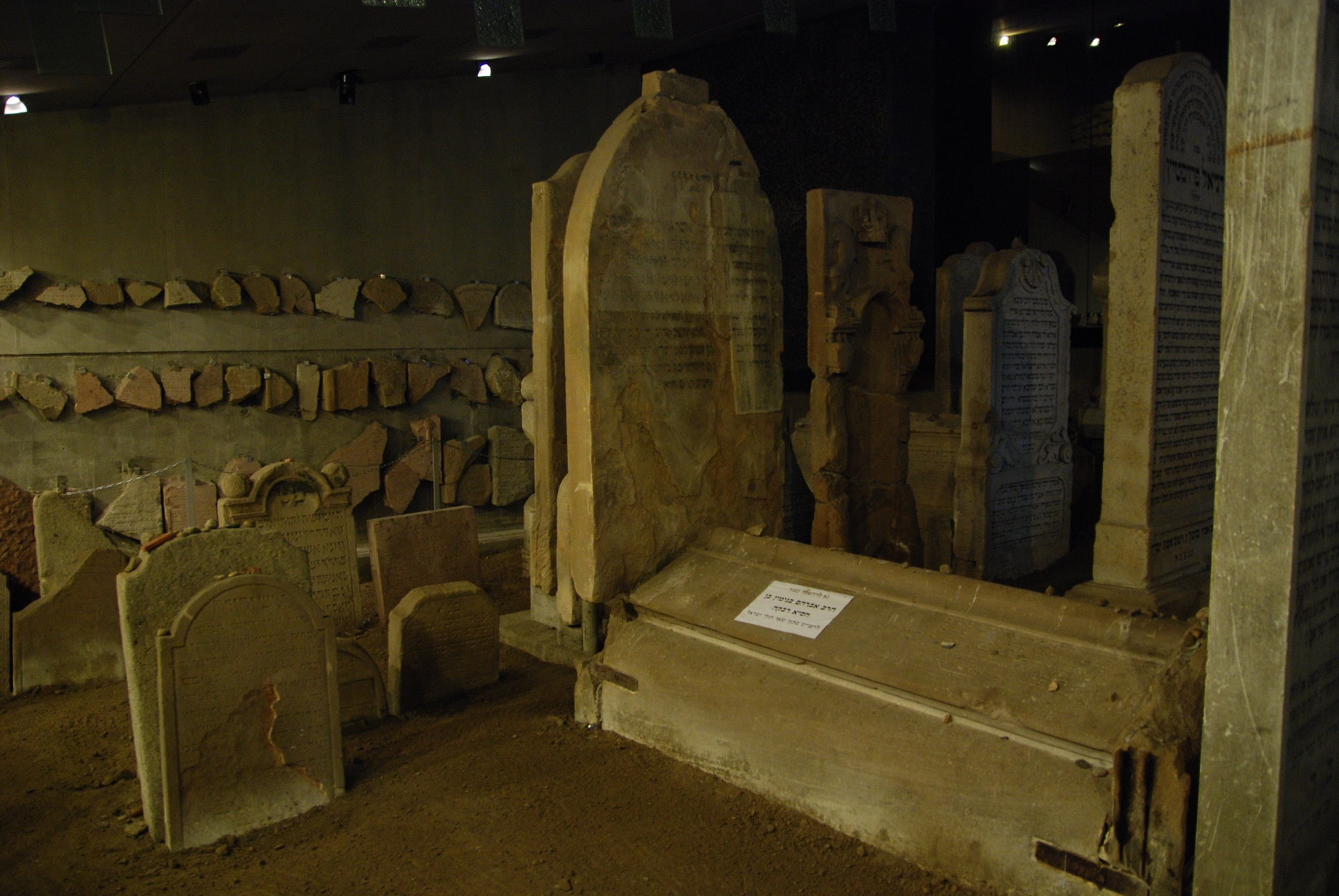
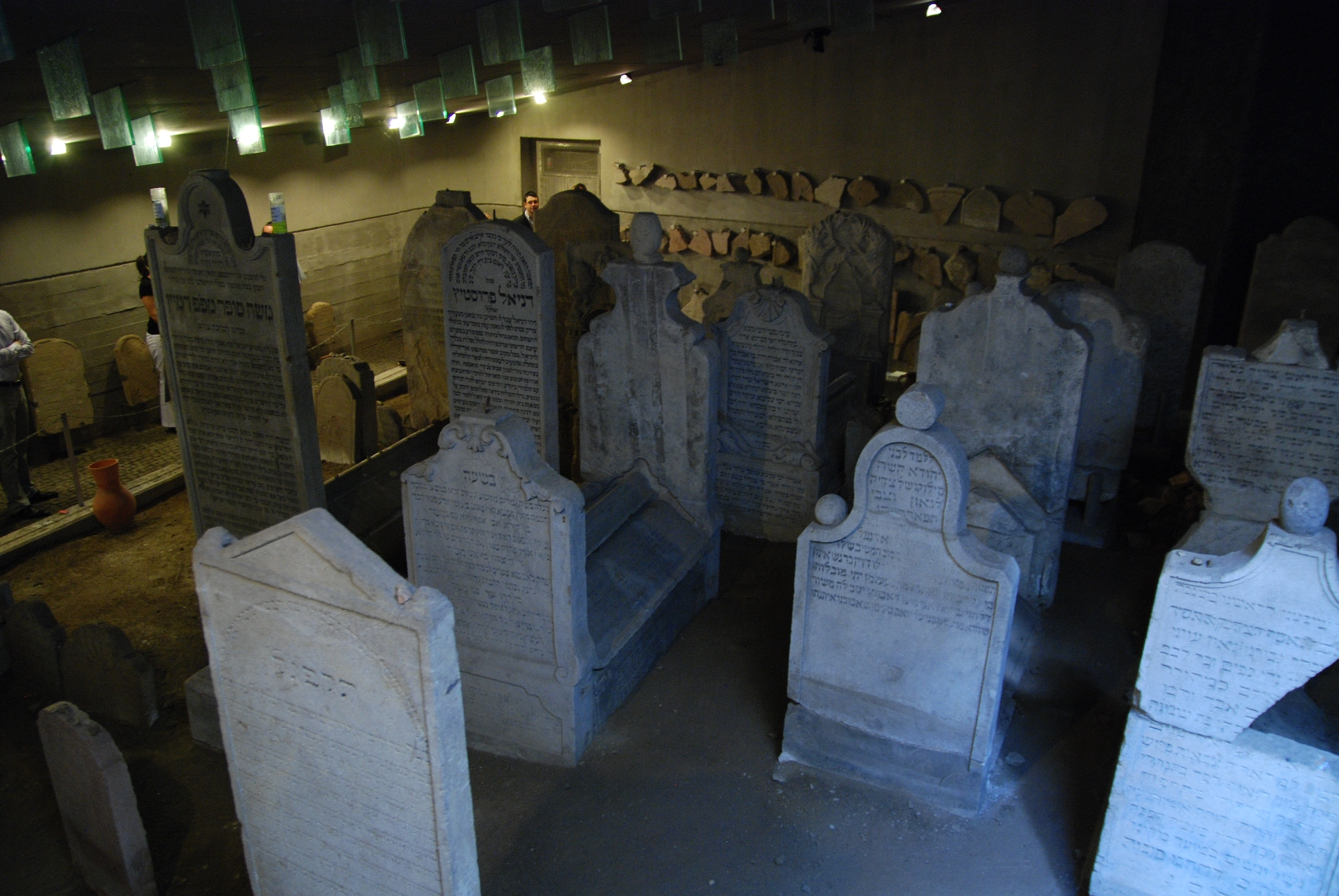
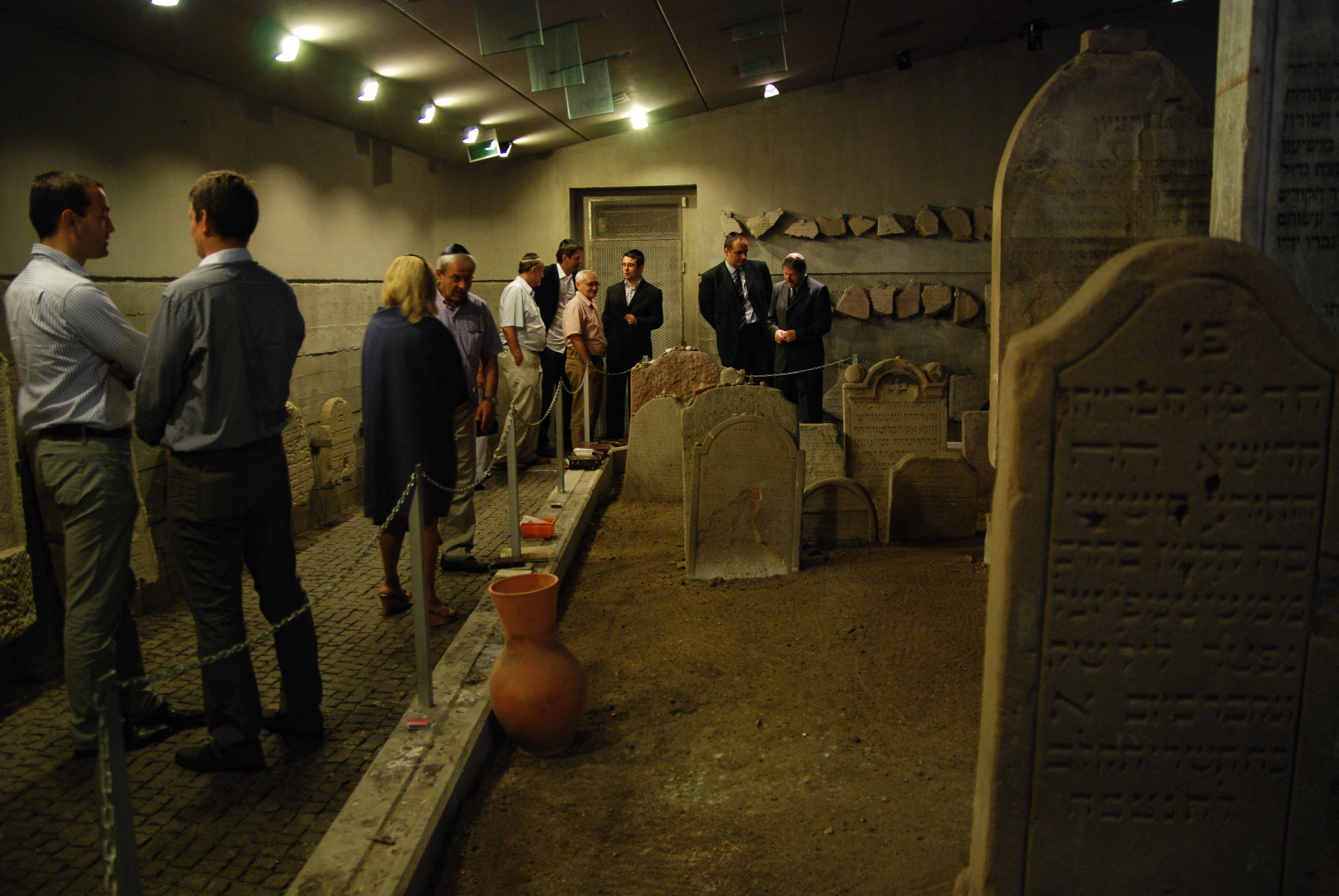
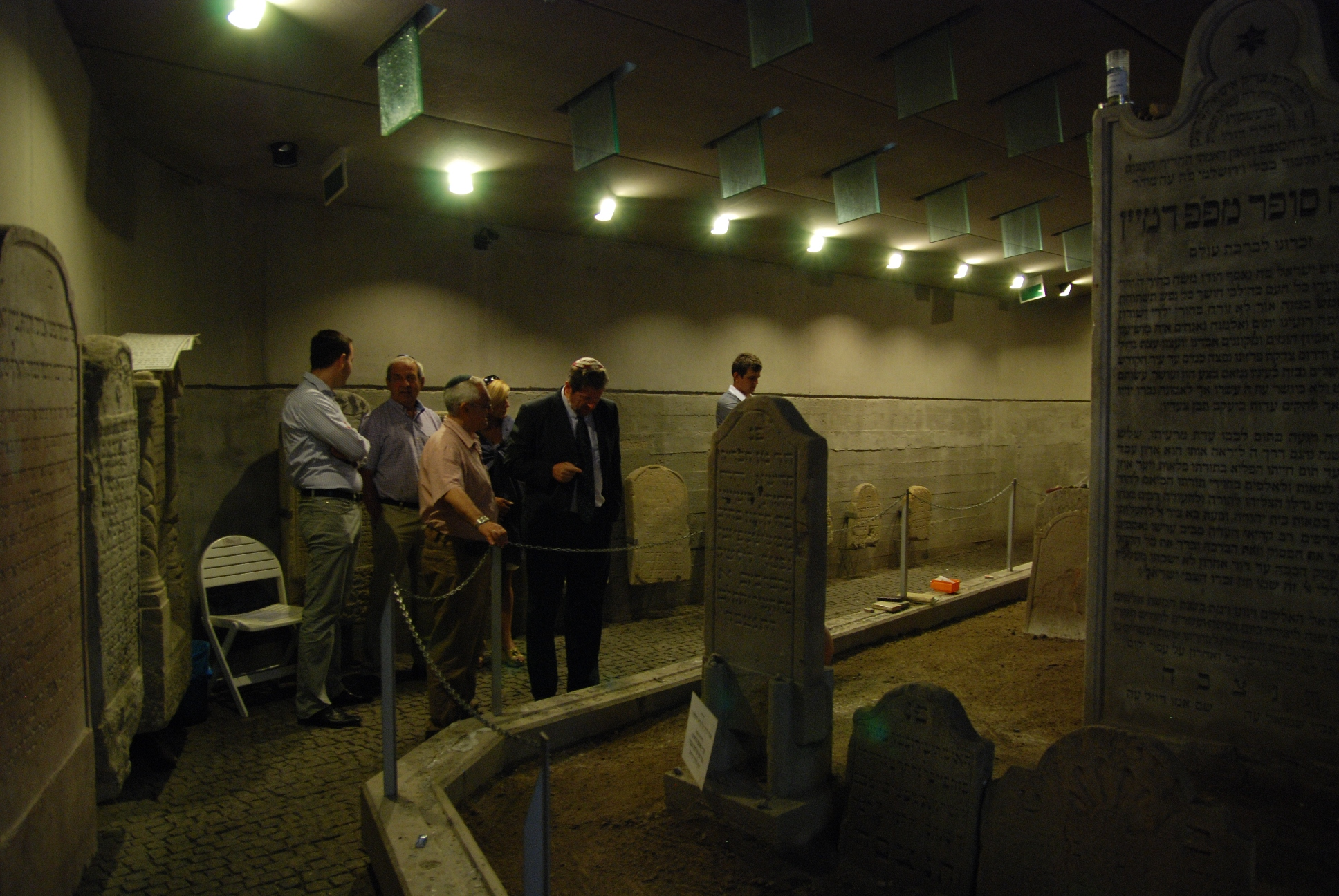
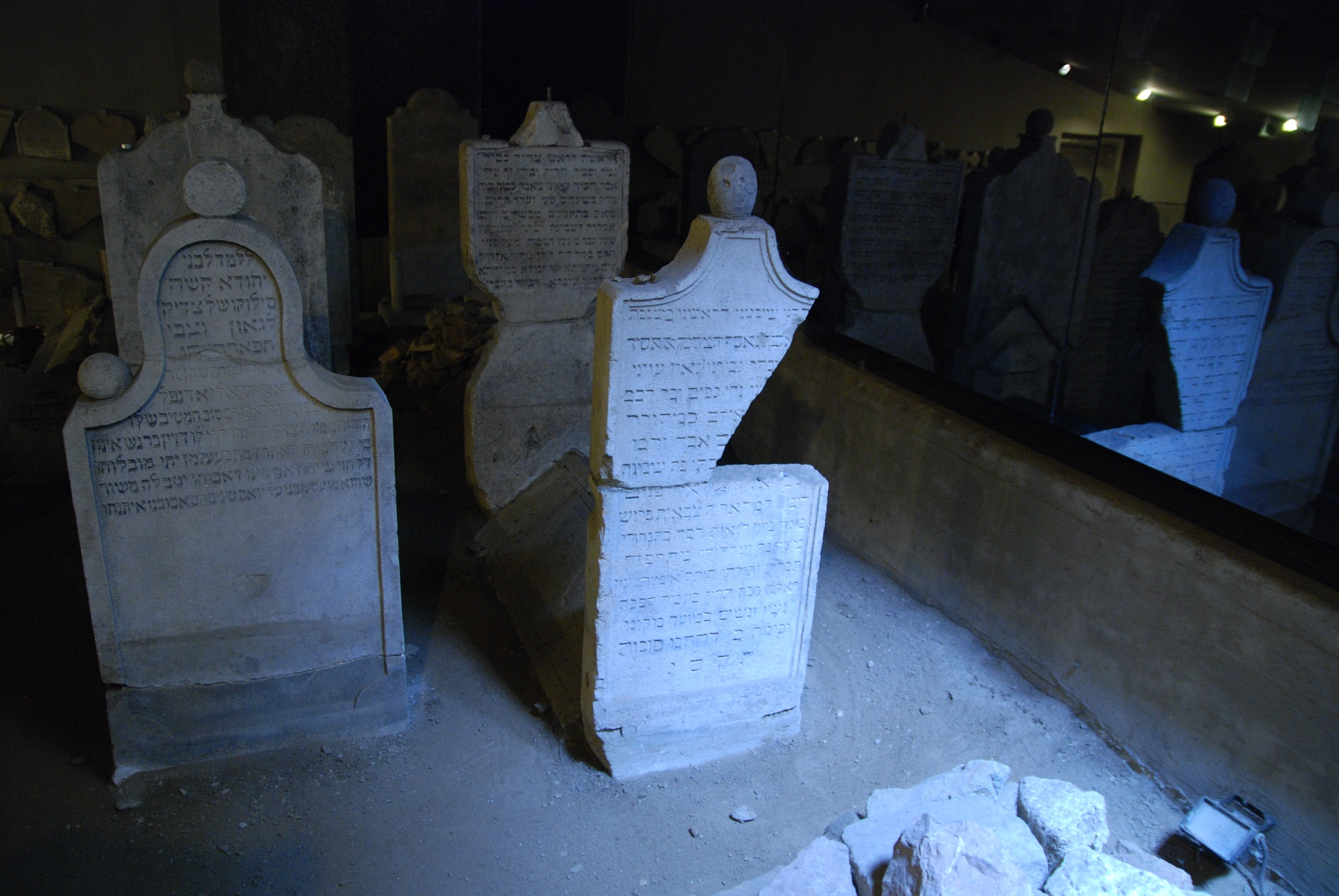
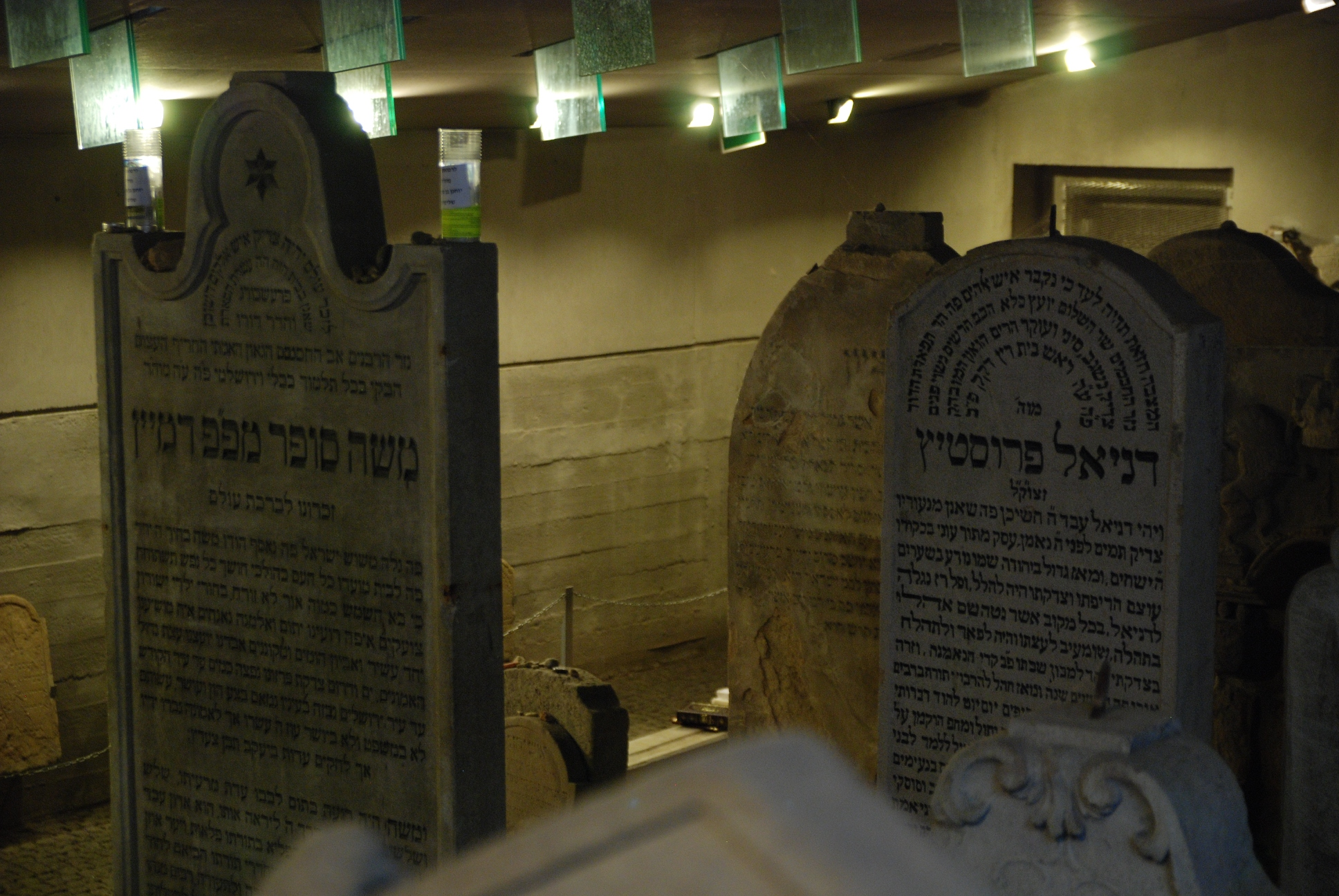